# Noodbevel
Een noodbevel kan in Nederland door een burgemeester op basis van artikel 175 van de gemeentewet of door een gezaghebber op basis van artikel 178 van de Wet openbare lichamen Bonaire, Sint Eustatius en Saba worden uitgevaardigd „In geval van oproerige beweging, van andere ernstige wanordelijkheden of van rampen, dan wel van ernstige vrees voor het ontstaan daarvan”.
De burgemeester of gezaghebber heeft ook de bevoegdheid om een noodverordening in te stellen. De noodverordening bevat algemeen verbindende voorschriften en is dus van toepassing op iedereen die ermee te maken krijgt. Een noodbevel is gericht op één of meerdere personen en hoeft niet algemeen te worden gepubliceerd maar moet bekendgemaakt worden aan de betrokken personen. Het niet naleven van een noodbevel is een misdrijf op grond van artikel 184 van het Wetboek van strafrecht en artikel 190 van het Wetboek van Strafrecht BES.
| Wet(boek)    | Gemeentewet |
| Artikel      | 175 (zoals geldend op 20 september 2011) |
| Omschrijving | 1. In geval van oproerige beweging, van andere ernstige wanordelijkheden of van rampen, dan wel van ernstige vrees voor het ontstaan daarvan, is de burgemeester bevoegd alle bevelen te geven die hij ter handhaving van de openbare orde of ter beperking van gevaar nodig acht. Daarbij kan van andere dan bij de Grondwet gestelde voorschriften worden afgeweken. 2. De burgemeester laat tot maatregelen van geweld niet overgaan dan na het doen van de nodige waarschuwing. |

| Wet(boek)    | Wet openbare lichamen Bonaire, Sint Eustatius en Saba |
| Artikel      | 178 (zoals geldend op 20 september 2011) |
| Omschrijving | 1. In geval van oproerige beweging, van andere ernstige wanordelijkheden of van rampen of zware ongevallen, dan wel van ernstige vrees voor het ontstaan daarvan, is de gezaghebber bevoegd alle bevelen te geven die hij ter handhaving van de openbare orde of ter beperking van gevaar nodig acht. Daarbij kan van andere dan bij de Grondwet gestelde voorschriften worden afgeweken. 2. De gezaghebber laat tot maatregelen van geweld niet overgaan dan na het doen van de nodige waarschuwing. |